# Nikol Tabačková
Nikol Tabačková (* 24. Januar 1998 in Ostrava) ist eine tschechische Leichtathletin, die sich auf den Speerwurf spezialisiert hat.

## Sportliche Laufbahn
Erste internationale Erfahrungen sammelte Nikol Tabačková im Jahr 2015, als sie bei den Jugendweltmeisterschaften in Cali mit einer Weite von 55,97 m den vierten Platz belegte. Im Jahr darauf gelangte sie bei den U20-Weltmeisterschaften in Bydgoszcz mit 56,19 m auf den vierten Platz und 2017 siegte sie mit 55,10 m bei den U20-Europameisterschaften in Grosseto. 2022 siegte sie mit 54,23 m beim Gothenburg Athletics GP und belegte bei den Europameisterschaften in München mit 57,93 m den achten Platz. Im Jahr darauf startete sie bei den Weltmeisterschaften in Budapest und schied dort mit 55,45 m in der Qualifikationsrunde aus.